# Fritz Krause
Fritz Krause (ur. 13 kwietnia 1925 w Tzschetzschnow, zm. 9 sierpnia 2012) – niemiecki polityk okresu NRD, członek SED, w latach 1965–1990 nadburmistrz Frankfurtu nad Odrą.

## Życiorys
Był najstarszym dzieckiem cieśli Fritza Krause z Tzschetzschnow (od 1937 Güldendorf, a dziś dzielnica Frankfurtu nad Odrą). Tam uczęszczał do szkoły i zdobył zawód handlowca. Podczas II wojny światowej powołany do marynarki wojennej, znajdując się w niewoli brytyjskiej musiał stawiać miny na wodach terytorialnych Norwegii.
Członek Freie Deutsche Jugend. Oddelegowany na studia do Moskwy. 4 listopada 1965 po raz pierwszy wybrany na stanowisko nadburmistrza Frankfurtu nad Odrą. Kolejne przedłużenia urzędu miały miejsce 15 kwietnia, 29 maja 1974, 7 czerwca 1979, 24 maja 1984 i 25 maja 1989 (w sumie 25 lat).
Za swoją znaczącą rolę w zabezpieczeniu ruin Kościoła Mariackiego został wyróżniony przez Franka Mangelsdorfa – redaktora naczelnego Märkische Oderzeitung.
Barbara Keifenheim nakręciła film dokumentalny pt. Der volkseigene Bürgermeister, opowiadający o Fritzu Krause – ostatnim nadburmistrzu Frankfurtu nad Odrą z ramienia SED.